# خرگوش‌ها و مارهای بوآ
خرگوش‌ها و مارهای بوآ کتابی است از فاضل اسکندر، نویسندهٔ آبخازی است.‌‌‌ این کتاب در ایران توسط نشر افق با ترجمه آبتین گلکار منتشر شده است.
در خرگوش‌ها و مارهای بوآ ، اسکندر داستان مبارزه‌ای بین خرگوش‌ها و بوآها، که واقعا مبارزه‌ای بین دستکاری‌کنندگان و دستکاری‌شده‌ها است را توصیف می کند، زیرا آن ها تلاش می‌کنند در یک آرمان‌شهر شکست خورده عمل کنند.
این رمان که در سال 1989 نوشته شده است، از مبارزه بین خرگوش ها و بوآها می گوید.